# Lymeon mexicanus
Lymeon mexicanus là một loài tò vò trong họ Ichneumonidae.